# Liste von Revolutionsdenkmälern
Die Liste von Revolutionsdenkmälern enthält Denkmäler, die Revolutionen gewidmet sind.
| Bild                                                   | Ort                | Land                    | Revolution                | Künstler                 | Beschreibung |
| ------------------------------------------------------ | ------------------ | ----------------------- | ------------------------- | ------------------------ | ------------ |
| Revolutionsdenkmal                                     | Berlin-Lichtenberg | Deutschland             | Spartakusaufstand         | Ludwig Mies van der Rohe |              |
| Revolutionsdenkmal Bretten                             | Bretten            | Deutschland             | Badische Revolution       | Willi Gilli              | [ 1 ]        |
| Revolutionsdenkmal Mannheim                            | Mannheim           | Deutschland             | Badische Revolution       | 0                        |              |
| Revolutionsdenkmal Wilhelmshaven                       | Wilhelmshaven      | Deutschland             | Novemberrevolution        | 0                        |              |
| Revolutionsdenkmal Santiago de Cuba                    | Santiago de Cuba   | Kuba                    | Kubanische Revolution     |                          |              |
| Monumento a la Revolución                              | Mexiko-Stadt       | Mexiko                  | Mexikanische Revolution   | Oliverio Martinez        |              |
| Denkmal für die Revolution der Einwohner von Moslavina | Podgarić           | Kroatien                |                           | Dušan Džamonja           |              |
| Denkmal für die Revolution (Kozara)                    | Kozara             | Bosnien und Herzegowina | Kozara-Offensive          | Dušan Džamonja           |              |
| Revolutionsdenkmal                                     | Riga (Grīziņkalns) | Lettland                | Russische Revolution 1905 | 0                        |              |
| Revolutionsdenkmal                                     | Riga (Vecrīga)     | Lettland                | Russische Revolution 1905 | 0                        |              |